# ちゅうえい
ちゅうえい（1978年7月29日 - ）は、日本のお笑いタレント、俳優。お笑いコンビ・流れ星☆のボケ担当。本名は中島 仲英（なかしま ちゅうえい）。
岐阜県下呂市出身。
相方はたきうえ。浅井企画所属。

## 略歴
岐阜県立斐太高等学校で瀧上伸一郎（現：たきうえ）と出会う。高校の文化祭で他の同級生とネタを披露した。
東京で予備校生を送った後、拓殖大学に進学。
2000年、大学在学中に瀧上と流れ星を結成。
2013年12月18日、一般女性と入籍していたことを発表。
2019年2月22日、第1子女児が誕生したことを報告。

## 人物
- 身長169 cm、体重64 kg。血液型はA型。
- 兄が2人いる。
- 趣味はビックリマンシール収集。Perfumeのファン。
- 特技はから揚げ、一発ギャグ、歯で演奏、スキー、書道（錬師）。
- 奇抜な格好（オールバック＋白い猫の絵が描かれた黒のTシャツ＋裾を引きずるほど丈の長い黒のズボン＋裸足もしくはスニーカー履き）で奇抜なキャラを演じていた時期があったが、2013年春ごろから衣装を変えたところ（白の半袖ワイシャツ＋黄色と青と白の斜めストライプのネクタイ＋青もしくは濃い灰色の八分丈パンツ＋靴下は履かずスニーカー履き）[4]仕事が増え始めたという。なお衣装を変えたきっかけは、先輩・飯尾和樹（ずん）の「お前は元のパンが美味しいのに、そこにマヨネーズとか、醤油、ソース、明太子とかいろいろ乗っけてて訳のわからないパンになってる。普通のパンでいいんだよ」という助言から。また地毛が天然パーマのため、梅雨時など湿度の高い時はスタイリングに苦労しているという。
- ファンのことを「ちゅうえい星人」と呼んでいるが、これは流れ星2人のファンのことを指しており、ちゅうえいのファンのことを指しているわけではない(瀧上が呼称する星一族も同様)。

## 出演

### テレビ

#### 現在のレギュラー番組
- でこぼこポン!（NHK Eテレ、2022年4月 - ）- ストレッチマンレッド役
- ひるブラ（NHK、2016年8月23日 - ）

#### バラエティ
- ウンナン極限ネタバトル! ザ・イロモネア 笑わせたら100万円（TBS）
  - ウンナン極限ネタバトル!ザ・イロモネア笑わせたら100万円SP（2011年3月25日）- 関根軍団として
  - ウンナン極限ネタバトル ザ・イロモネア正月SP～笑わせたら100万円～（2017年1月2日）- 関根軍団として
- お試しかっ!世界遺産全て見せちゃいますSP（テレビ朝日、2014年4月20日）
- 森田一義アワー 笑っていいとも!（フジテレビ、2011年5月6日）
- お願い!ランキング（テレビ朝日、2014年7月21日,22日、2016年11月24日・12月22日）
- Shibuya Deep A（NHK、2012年9月14日,21日,28日）
- 水トク! 志村けんのゲーム王国（TBS、2015年5月6日）- タイミング魔人の声を担当
- 大人のバナナ（テレビ朝日、2013年1月10日）
- 赤丸!スクープ甲子園学校スクープ連発！乱れ打ち！芸能人母校も凄いぞスペシャル！（日本テレビ、2013年6月10日）
- さんまのスーパーからくりTV（TBS、2013年9月1日）
- アレはスゴイはず!?（テレビ朝日、2014年3月1日,8日）
- 踊る!さんま御殿!!（日本テレビ、2014年5月20日）
- ナカイの窓一発ギャグの達人SP （日本テレビ、2014年6月25日）
- 水曜日のダウンタウン（TBS、2014年5月28日、2016年4月27日）
- クイズプレゼンバラエティーQさま!!プレッシャーSTUDY 2014（テレビ朝日、2014年6月9日）
- ひろいきの（フジテレビ、2014年6月16日,30日・7月7日・8月11日,18日）
- 有田のヤラシイ…（TBS、2014年6月19日）
- シルシルミシルさんデー芸能界もしもアワード びっくりぃむ2014夏祭り（テレビ朝日、2014年8月3日）
- 夢対決!とんねるずのスポーツ王は俺だ!2014真夏の決戦スペシャル 1日丸ごと夏祭りデー（テレビ朝日、2014年8月3日）
- ニンゲン観察バラエティ モニタリングSP（TBS、2014年8月14日、2016年4月28日）
- オールスター感謝祭2015秋（2015年10月3日）
- 芸能界もしもアワード2014秋（テレビ朝日、2014年10月5日・11月9日）
- 大人のKISS英語（フジテレビ、2014年11月2日）
- IPPONグランプリ（フジテレビ、2014年11月8日）
- あけるなキケン（フジテレビ、2014年11月24日、2015年1月11日）
- くりぃむしちゅーのテレビでは見せない芸能人年末イベント全部観せます！（フジテレビ、2015年1月2日）
- Rの法則（2015年12月1日、2016年5月17日・9月5日）
- ホンマでっか!?TV（フジテレビ、2015年3月4日・4月15日）
- 逃走中（フジテレビ、2015年3月15日）
- カスペ!超ド級！世界のありえない映像烈伝14（フジテレビ、2014年3月31日）
- アメトーーク!（テレビ朝日）
  - パクリ-1＆体当たり＆勉強 春のゴールデンSP延長戦（2015年4月9日）
  - Perfumeスゴイぞ芸人（2015年10月29日）
- 究極バトル"ゼウス"（TBS、2015年4月9日）
- 世界行ってみたらホントはこんなトコだった!?（フジテレビ）
  - 世界行ってみたらホントはこんなトコだった!? 「観光客急増のウズベキスタン 徹底調査で分かった真実は!?」（2014年11月12日）
  - 世界行ってみたらホントはこんなトコだった!? 「スペイン 世界遺産を調査してみた」 （2015年3月25日）
  - 世界行ってみたらホントはこんなトコだった!? 「セカホンB級グルメNo.1決定戦 in 台湾・香港」（2015年5月5日,5月12日）
- ペケポンプラス（フジテレビ、2015年4月14日,28日・12月22日）
- アウト×デラックス（フジテレビ、2015年8月20日）
- リンカーン2015秋の陣〜芸人大運動会SP〜（TBS、2015年10月14日）
- 有吉弘行のドッ喜利王（TBS、2015年10月21日）
- マサカメTV（NHK総合、2015年12月12日）
- めちゃ2イケてるッ!（フジテレビ、2016年1月9日・6月25日）
- 旅ずきんちゃん（TBS、2016年1月24日・5月29日）
- 言わせろ!リアクションワード（日本テレビ、2016年3月21日）
- 世界まる見え!テレビ特捜部（日本テレビ、2016年4月25日）
- うわっ!ダマされた大賞（日本テレビ、2016年12月30日）
- ストレッチマンV（NHK Eテレ、2013年4月 - 2018年9月）- ストレッチマンレッド役
- 水バラ ローカル路線バスVS鉄道 乗り継ぎ対決旅7（2020年12月30日、テレビ東京） - バスチーム

#### ドラマ
- 新春ドラマスペシャルDOCTORS 3〜最強の名医〜 2015（テレビ朝日、2015年1月4日）- ドクターP役
- 大人の恋愛地図 Supported by 東京カレンダー（2021年10月28日、ABEMA）- まひろ 役
- コンビニ★ヒーローズ〜あなたのSOSいただきました!!〜（2022年10月19日 - 、関西テレビ 他） - 横島忠英 役[5]

#### ミュージック・ビデオ
- LEO「君」（アルバム『THE ONE』に収録）（2016年）  [6]